# Bjørsetholmen

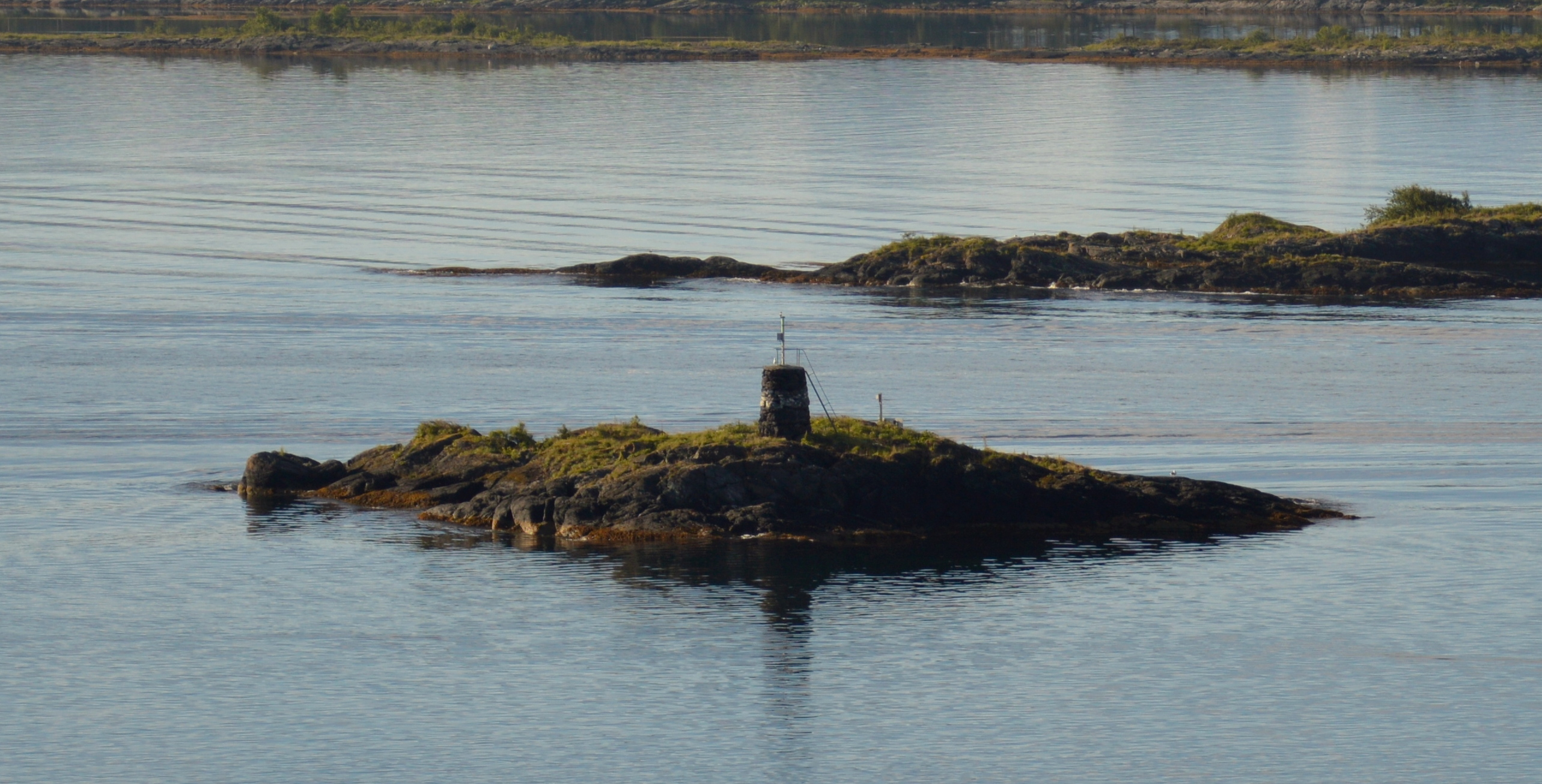
Bjørsetholmen

Bjørsetholmen ist eine Schäreninsel an der norwegischen Küste des Europäischen Nordmeers und gehört zur Gemeinde Molde in der Provinz Møre og Romsdal. 
Die Insel befindet sich im Moldefjord im Hafengebiet von Molde, südlich vor der Stadt. Nördlich der Insel verläuft die Route der Fährverbindung von Molde nach Vestnes.
Die kleine felsige Insel erstreckt sich in West-Ost-Richtung über etwa 75 Metern bei einer Breite von bis zu 40 Metern. Bjørsetholmen ist Standort eines Seezeichens.